# Кобзарський хор
|                                                  |  |  |
| Ювілейна монета НБУ присвячена Кобзарському хору |  |  |

«Кобзарський хор» — український музичний колектив, створений у серпні 1918 року за сприяння Гетьмана Павла Скоропадського під керівництвом бандуриста та синьожупанника Василя Ємця. Хор бандуристів проіснував до березня 1919 року.
Це був перший мистецький професійний колектив в Україні. З нього була започаткована нова традиція у бандурному мистецтві — гуртовий професійний спів зрячих артистів у супроводі бандур.
Багато з учасників постраждали під час революційних подій, інші емігрували на Захід.
Пізніше, в 1923 році, була сформована «Київська капела бандуристів» кістяк першого складу котрої склали два бандуристи колишнього «Кобзарського хору» — Федір Дорошко та Георгій Копан. Обидва за часів Сталінського терору в 1930-х були фізично знищені.

## Передумови
1902 року в Харкові відбувся XII археологічний з'їзд, на якому Гнат Хоткевич організував виступ кобзарів та лірників. Виступ мав значний успіх.
Пізніше, в Москві в 1904 р. Хоткевич зорганізував виступ квартету зрячих бандуристів на вечорі для студентів.
У Києві перший колектив бандуристів був створений зі студентів Київського університету в 1906—1909 роках під керівництвом Михайла Домонтовича. Колектив складався з шести учасників і часто виступав на українських громадських імпрезах довкола міста.
У 1910 році короткий час існував ансамбль, який складався з учнів класу гри на бандурі музичної школи М. Лисенка, де викладав кобзар Іван Кучеренко. Відомо також, що бандури для школи виготовив кобзар, майстер бандур родом з Чернігівщини Петро Бондар.
В тому ж 1910 році була створена капела бандуристів з 8 осіб в місті Мена. Учасниками капели були Кашуба (Кошуба) Марко Пилипович (1875—1934), Копань (Копан) Георгій Якович (1890—1937), Панченко Федір Петрович, Потапенко Василь Васильович, (колишній поводир Т. Пархоменка), Яценко (1870—1935), Войцех Григорій Євтихович (1877—1937

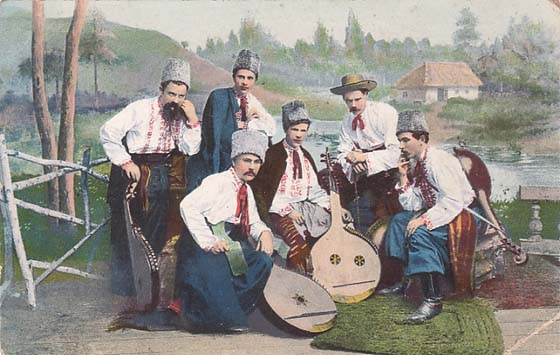
Менська капела бандуристів (1908). На фотографії: 1. Кашуба (Кошуба) Марко Пилипович, Копань (Копан) Георгій Якович, Панченко Федір Петрович, (без бандури). Сидить Потапенко Василь Васильович, організатор капели Яценко (в капелюсі), Войцех Григорій Євтихович

Думка про створення кобзарського колективу виникла у Василя Ємця в 1911 році після концерту кобзарського квартету в Охтирці, де грала група слобідських кобзарів під керівництва кобзаря Івана Кучеренка. На задум Василя Ємця вплинуло теж й існування кобзарського колективу під керівництвом В. Шевченка при українському товаристві «Кобзар» в Москві, де Ємець вчився у 1913—1914 роках, а також певні спроби та експерименти, які він провів на Кубані в 1913 р.

## 1918—1919 роки
У травні 1918 року оголошення про створення колективу кобзарів були надруковані в газетах «Відродження», «Робітнича газета» та «Народна воля».
Учасниками та співтворцями Кобзарського хору Василя Ємця і його тріумфальних виступів у Києві були Михайло Теліга та кубанський бандурист Федір Діброва. Василь Ємець називав Михайла Телігу «одним із ліпших членів… київської Капели кобзарів»
Репетиції «Кобзарського хору» почалися в серпні того ж року.
3 листопада 1918 у Києві відбувся перший прилюдний концерт Кобзарського хору. Публіка палко вітала колектив. Гроші за оренду зали сплатив гетьман Павло Скоропадський. Концерт відбувся у другій за розмірами залі Києва — Театрі «Берґонє» (тепер театр ім. Лесі Українки).
Програма першого концерту включала:
- Гей нумо хлопці до зброї — обр. В. Ємця — Інструментальний твір
- Про Морозенка (соло)
- Та літа орел — обр. В. Ємця
- Про смерть козака (соло)
- Ой, на горі та женці жнуть — обр. В. Ємця
- Ми гайдамаки
- Я сьогодні щось дуже сумую — (соло)
- Виклик — Інструментальний твір (Варіації на теми Ніч така місячна);— обр. В. Ємця
- Гопак — (за М. Кропивницьким)
- Тарасова ніч — соло В. Ємець
- Ой, що ж що за шум — обр. В. Ємця
- Киселик — соло
- Та вже років двісті
- Гей, не дивуйте добрії люди
- Ой, за гаєм, гаєм
- Горлиця — Інструментальний твір
- Гречаники
- Не пора
- Ще не вмерла України

Потім були гучні виступи в Українському робітничому домі, Купецькому зібранні, Українському молодому театрі Леся Курбаса, що був по вінця набитий військовими.
Коли до влади прийшла Директорія, Кобзарський хор виступив у великій залі Міністерства народної освіти — на бенкеті Директорії, потім виступав для Українського козацтва — на Печерську, в Олексіївському парку, в Луцьких казармах, де були розташовані Січові Стрільці. Полковник Василь Кучабський від імені стрілецтва вітав бандуристів. У своїй промові він ставив зіграність хору в приклад вояцтву, кажучи, що, коли вояки будуть змагатись за Україну душа в душу, нога в ногу «отак гарно, як гарно, струна в струну, продзвеніли бандури та пролунали голоси кобзарів — можемо бути певні, що воля України буде забезпечена».
У березні 1919 р., після концерту, присвяченому Т. Шевченкові, який відбувся на Шулявці, колектив припинив своє існування.

## Наступники
У 1923 під керівництвом учасника колишнього «Кобзарського хору» Григорія Копана була сформована і почала діяльність «Київська капела бандуристів». Кістяк її першого складу котрої склали два бандуристи «Кобзарського хору» — Федір Дорошко та Георгій Копан. Обидва за часів Сталінського терору в 1930-х були фізично знищені.
З «Кобзарським хором» через «Київську капелу бандуристів» і «Українську державну зразкову капелу бандуристів» (1935—1941) пов'язують свою історію «Українська капела бандуристів імені Тараса Шевченка», утворена в Києві в 1941, з повоєнного часу має осідок в місті Детройт, США та «Національна заслужена капела бандуристів України імені Георгія Майбороди», утворена в 1949 році в Києві.